# Llista de races de cabres
Aquest article inclou una llista de races de cabres domèstiques. Hi ha moltes races reconegudes de cabra domèstica (Capra aegagrus hircus). Les races de cabra (especialment les cabres lleteres) són algunes de les races d'animals definides més antigues en què el estàndards de la raça i de la producció s'han mantingut. La cria selectiva de cabres en general se centra a millorar la producció de fibra, carn, productes lactis o de pell de cabra. Les races es classifiquen normalment en funció del seu ús principal, tot i que hi ha algunes races que es consideren de doble o múltiples usos, i per això hi ha algun encavalcament entre les llistes.

## Races autòctones dels Països Catalans
- La cabra blanca celtibèrica és una cabra autòctona de les comarques d'interior i del Sud del País Valencià així com d'algunes províncies espanyoles properes. S'utilitza per la seva carn. Es considera una raça en Perill d'Extinció.[1]
- La cabra pitiüsa, o eivissenca, és una població tradicional no estandarditzada, per tant amb una gran variabilitat morfològica, present tant a Eivissa com a Formentera. S'utilitza tant per la seva let com per la seva carn. També es considera en perill d'extinció.[1]
- La cabra mallorquina és un animal de complexió forta, de temperament nerviós, sempre amb banyes, localitzada fonamentalment a la Serra de Tramuntana, a Mallorca. S'usa per la seva carn, i també està en perill d'extinció.[1]
- La cabra Blanca de Rasquera és l''única raça autòctona de cabrum reconeguda oficialment a Catalunya, i si bé encara no consta al Catàleg Oficial Nacional de Races del Ministeri d'Agricultura espanyol, té creat el seu llibre genealògic i aprovada la seva reglamentació específica així com l'estàndard racial, segons Ordre AAM/180/2011 del Departament d'Agricultura de la Generalitat de Catalunya.[2] També està en procés de recuperació i reintroducció l'anomenada raça de Cabra catalana, així com la Cabra rossellonesa, que es trobaven pràcticament extingida (veure els articles corresponents).

## Races caprines que figuren al Catàleg Oficial del Ministeri d'Agricultura espanyol[3][4]
| Denominació                     | Ús          | Procedència                                            | Considerades en perill d'extinció | Imatges |
| ------------------------------- | ----------- | ------------------------------------------------------ | --------------------------------- | ------- |
| Alpina                          | Llet        | Suïssa                                                 |                                   |         |
| Azpi Gorri                      | Carn, llet  | Biscaia i Àlaba, País Basc                             | x                                 |         |
| Bermeya                         | Llet, carn  | Astúries                                               | x                                 |         |
| Blanca Andaluza o Serrana       | Llet        | Nord d'Andalusia                                       | x                                 |         |
| Blanca Celtibérica              | Carn        | Andalusia, Aragó, Castella La Manxa, Múrcia i València | x                                 |         |
| Del Guadarrama                  | Llet        | Àvila, Madrid                                          | x                                 |         |
| Florida                         | Llet        | Baix Guadalquivir                                      |                                   |         |
| Gallega                         | Carn        | Galícia                                                | x                                 |         |
| Eivissenca o Pitiüsa            | Carn, Llet  | Eivissa, Balears                                       | x                                 |         |
| Majorera                        | Llet        | Fuerteventura                                          |                                   |         |
| Malagueña, Veleña o Costeña     | Llet i carn | Màlaga, Sevilla, Extremadura                           |                                   |         |
| Mallorquina, orada o muntanyola | Carn        | Mallorca                                               | x                                 |         |
| Moncaïna o del Moncayo          | Carn, llet  | Moncayo, Saragossa                                     | x                                 |         |
| Murciano-Granadina              | Llet        | Múrcia, Granada                                        |                                   |         |
| Negra Serrana o Castiza         | Carn        | Castella, La Manxa i nord d'Andalusia                  | x                                 |         |
| Payoya o Montejaquena           | Llet i carn | Sierra de Grazalema (Càdis i Màlaga),                  | x                                 |         |
| Pirenaica                       | Carn        | Pirineu d'Osca i Saragossa                             | x                                 |         |
| Retinta                         | Carn        | Extremadura                                            | x                                 |         |
| Tinerfeña                       | Llet        | Tenerife                                               |                                   |         |
| Verata                          | Llet        | La Vera (Càceres, Àvila)                               | x                                 |         |

## Altres races europees[5]
| Denominació            | Imatge | Altres noms                    | Origen                  | Ús                  | Referències |
| ---------------------- | ------ | ------------------------------ | ----------------------- | ------------------- | ----------- |
| Alpina                 |        | ---                            | Alps                    | Llet                |             |
| Anglo-núbia            |        | Núbia                          | Gran Bretanya           | Pèl i Llet          |             |
| Appenzell              |        | ---                            | Suïssa                  | Llet                |             |
| Argentata de l'Etna    | ---    | ---                            | Sicília                 | Llet                |             |
| Bagot                  | ---    | ---                            | Roina, França           | ---                 |             |
| Banàcia blanca         | ---    | ---                            | Banat (Sèrbia, Romania) | ---                 |             |
| Hertkleurig            | ---    | ---                            | Bèlgica                 | Llet                |             |
| Bilberry               |        | ---                            | Waterford, Irlanda      | ---                 |             |
| Bionda dell'Adamello   | ---    |                                | Llombardia (Itàlia)     | Llet                |             |
| Stiefelgeiss           | ---    | ---                            | Suïssa                  | Carn, Llet          |             |
| Alpina britànica       |        | ---                            | Anglaterra              | Llet                |             |
| Koza hnědá krátkosrstá | ---    | ---                            | República Txeca         | Llet                |             |
| Carpats                | ---    | ---                            | Sud-est d'Europa        | Carn, Llet          |             |
| Chamois                |        | Chamoisee                      | Suïssa                  | Carn, Llet          |             |
| Charnequeira           | ---    | ---                            | Portugal                | Carn, Llet          |             |
| Corsa                  | ---    | ---                            | Còrsega                 | Llet                |             |
| Landrace danesa        | ---    | ---                            | Dinamarca               | Llet                |             |
| Don                    | ---    | ---                            | Riu Don (Rússia)        | Llet, Pell, Fiber   |             |
| Landrace Holandesa     |        | ---                            | Països Baixos           | Llet                |             |
| Toggenburg Holandesa   | ---    | ---                            | Països Baixos           | Llet                |             |
| Erzgebirge             |        | ---                            | Saxònia (Alemània)      | Llet                |             |
| Landrace Finlandesa    |        | ---                            | Finlàndia               | Llet                |             |
| Gargànica              | ---    | ---                            | Gargano, Itàlia         | Llet, Pell          |             |
| Göingeget              | ---    | ---                            | Suècia                  | ---                 |             |
| Guernsey Daurada       |        | ---                            | Guernsey (Regne Unit)   | Llet                |             |
| Ratllada dels Grisons  | ---    | ---                            | Suïssa                  | Llet                |             |
| Hasi                   | ---    | ---                            | Nord-est d'Albània      | Carn, Llet          |             |
| Hongaresa millorada    | ---    | ---                            | Hongria                 | Llet                |             |
| Islandesa              |        | Settlement                     | Noruega                 | Animal de companyia |             |
| Irlandesa              |        | ---                            | Irlanda                 | Carn, Llet          |             |
| Jònica                 | ---    | ---                            | Tàrent, Itàlia          | Llet                |             |
| Kri-kri                |        | Cretan, Agrimi, or Cretan Ibex | Mediterrània Oriental   | Carn                |             |
| Maltesa                | ---    | ---                            | Malta                   | Llet                |             |
| Massísf Central        | ---    | ---                            | França                  | Llet, carn          |             |
| Messinesa              |        | Nebrodi                        | Messina (Itàlia)        | Llet                | [ 6 ]       |
| Noruega                | ---    | ---                            | Noruega                 | Carn, Llet          |             |
| Oberhasli              |        | Alpina Suïssa                  | Oberhasli (Suïssa)      | Llet                |             |
| Orobica                | ---    | ---                            | Alps de Bèrgam (Itàlia) | Llet                |             |
| Peacock                | ---    | ---                            | Suïssa                  | Llet                |             |
| Poitou                 |        | ---                            | Oest de França          | Llet                |             |
| Pirenaica              |        | ---                            | França i Espanya        | Carn, Llet          |             |
| Rove                   |        | ---                            | França                  | Carn                |             |
| Russa Blanca           | ---    | ---                            | Rússia                  | Llet                |             |
| Saanen                 |        | ---                            | Saanen (Suïssa)         | Llet                |             |
| Sarda                  | ---    | ---                            | Sardenya                | Llet                |             |
| Landrace Sueca         | ---    | ---                            | Nord de Suècia          | Llet                |             |
| Stiefelgeiss           |        | ---                            | St. Gallen (Suïssa)     | Carn                |             |
| Tauernsheck            |        | ---                            | Àustria                 | Llet                |             |
| Turíngia               |        | ---                            | Turíngia (Alemània)     | Llet                |             |
| Toggenburg             |        | ---                            | Toggenburg (Suïssa)     | Llet                |             |
| Valais Coll-negre      |        | ---                            | Sud de Suïssa           | Carn, Llet          |             |
| Blanca pèl-curt        | ---    | ---                            | República Txeca         | Llet                |             |

## Races asiàtiques, africanes, americanes i d'Oceania[5]
| Denominació                  | Imatge | Altres noms                                    | Origen                                      | Ús                                  | Referències   |
| ---------------------------- | ------ | ---------------------------------------------- | ------------------------------------------- | ----------------------------------- | ------------- |
| Muntanyes de l'Altai         | ---    | ---                                            | Altai (Rússia, Mongòlia)                    | Fibra animal                        |               |
| Lamancha americana           |        | Lamancha, LaMancha                             | Oregon, EUA                                 | Llet                                |               |
| Negra d'Anatòlia             | ---    | ---                                            | Turquia                                     | Fibra animal, Llet                  |               |
| Angora                       |        | ---                                            | Anatòlia Central (Turquia)                  | Fibra animal                        |               |
| Arapawa                      |        | ---                                            | Illa Arapawa (Nova Zelanda)                 | ---                                 |               |
| Illa d'Auckland              | ---    | ---                                            | Illa d'Auckland (Nova Zelanda)              | Carn                                | [ 7 ]         |
| Cashmere Australiana         |        | ---                                            | Austràlia                                   | Fibra animal                        |               |
| Australiana Miniatura        | ---    | ---                                            | Austràlia                                   | ---                                 |               |
| Beetal                       | ---    | ---                                            | Panjab (Paquistan, Índia)                   | Carn, Llet                          |               |
| Benadir                      | ---    | ---                                            | Sud de Somàlia                              | Carn, Llet                          |               |
| Bhuj                         | ---    | ---                                            | Nord-est del Brasil                         | Carn, Llet                          |               |
| Bengal Negra                 |        | ---                                            | Bangladesh                                  | Reproduction, Goat_carn\|carn, Pell |               |
| Boer                         |        | ---                                            | Sud-àfrica                                  | Reproduction                        |               |
| Canindé                      | ---    | ---                                            | Nord-est del Brasil                         | Carn                                |               |
| Chyangra                     |        | ---                                            | Nepal (Himalaia)                            | Llana, carn                         |               |
| Changthangi                  |        | Pashmina                                       | Tíbet                                       | Fibra animal, Carn                  |               |
| Chappar                      | ---    | ---                                            | Sind (Paquistan)                            | Carn                                |               |
| Chengde Polled               | ---    | ---                                            | Nord de Hebei (Xina)                        | Fibra animal, Carn                  |               |
| Chengdu bruna                | ---    | ---                                            | Sichuan, Xina                               | Carn, Llet                          |               |
| Chigu                        | ---    | ---                                            | Índia                                       | Fibra animal, Carn                  |               |
| Chué                         | ---    | ---                                            | Nord-est del Brasil                         | Carn                                |               |
| Dera Din Panah               | ---    | ---                                            | Paquistan                                   | Llet                                |               |
| Damani                       | ---    | ---                                            | Paquistan                                   | Llet                                |               |
| Damasc                       | ---    | Aleppo, Baladi, Chami, Damascene, Halep, Shami | Síria                                       | Llet                                |               |
| Duan                         | ---    | ---                                            | Guangxi, Xina                               | Carn                                |               |
| Fainting                     |        | Myotonic                                       | Estats Units                                | Carn                                |               |
| Girgentana                   |        | ---                                            | Nord de l'Afganistan, Balutxistan i Caixmir | Llet                                |               |
| Guddi                        | ---    | ---                                            | Himalaia                                    | ---                                 | [ 8 ]         |
| Hailun                       | ---    | ---                                            | Heilongjiang, Xina                          | Llet                                |               |
| Haimen                       | ---    | ---                                            | Zhejiang, Xina                              | Carn                                |               |
| Hasi                         | ---    | ---                                            | Nord-est d'Albània                          | Carn, Llet                          |               |
| Hejazi                       | ---    | ---                                            | Península Aràbiga                           | Carn                                |               |
| Hexi Cashmere                | ---    | ---                                            | Nord de Gansu, Xina                         | Fibra animal                        |               |
| Hongtong                     | ---    | ---                                            | Comptat de Hongdong, Xina                   | Llet                                |               |
| Huaipi                       | ---    | ---                                            | Henan, Xina                                 | Carn                                |               |
| Huaitoutala                  | ---    | ---                                            | Qinghai, Xina                               | Fibra animal                        |               |
| Jamnapari                    | ---    | Jamunapari                                     | Índia                                       | Carn, Llet                          | [ 9 ]         |
| Jining Grey                  | ---    | ---                                            | Shandong, Xina                              | Fibra animal, Pell                  |               |
| Kaghani                      | ---    | ---                                            | Hazarajat (Afganistan)                      | Carn                                |               |
| Kalahari roja                |        | ---                                            | Sud-àfrica                                  | Carn                                |               |
| Kalbian                      |        | ---                                            | Austràlia                                   | Carn                                |               |
| Kamori                       | ---    | ---                                            | Sind, Paquistan                             | Llet                                |               |
| Kinder                       |        | ---                                            | Estats Units                                | Carn, Llet                          |               |
| Kiko                         | ---    | ---                                            | Nova Zelanda                                | Carn                                |               |
| Coreana Negra                | ---    | ---                                            | Corea                                       | Carn                                |               |
| Kri-kri                      |        | Cretan, Agrimi, or Cretan Ibex                 | Mediterrània Oriental                       | Carn                                |               |
| Laoshan                      | ---    | ---                                            | Shandong, Xina                              | Llet                                |               |
| Mini Oberhasli               |        | Oberian, Miniature Oberhasli                   | Pacífic Nord-oest, EUA                      | Llet                                |               |
| Muntanya                     |        | Moxotó                                         | Nord-est del Brasil                         | Carn                                |               |
| Nachi                        | ---    | ---                                            | Panjab (Paquistan, Índia)                   | Carn                                |               |
| Nigeriana enana              |        | ---                                            | Àfrica Occidental                           | Llet                                |               |
| Nigora                       |        | ---                                            | Estats Units                                | Fibra animal, Llet                  | [ 10 ]        |
| Filipina                     | ---    | ---                                            | Filipines                                   | Carn                                |               |
| Pigmea                       |        | ---                                            | Camerun                                     | Carn, Llet, Pet                     |               |
| Pygora                       |        | ---                                            | Oregon, EUA                                 | Fibra animal                        |               |
| Qinshan                      | ---    | ---                                            | Jining, Xina                                | Pell                                |               |
| Boer Vermella                | ---    | ---                                            | Sud-àfrica                                  | Carn, Pet                           |               |
| Mediterrània Vermella        | ---    | ---                                            | Síria                                       | Llet                                | [ 11 ]        |
| Repartida                    | ---    | ---                                            | Nord-est del Brasil                         | Carn                                |               |
| Sable Saanen                 | ---    | ---                                            | EUA                                         | Llet                                |               |
| Sahel                        | ---    | ---                                            | Àfrica Occidental                           | Pell, Carn, Llet                    |               |
| Illa San Clemente            |        | ---                                            | Illa San Clemente, EUA                      | ---                                 |               |
| Sirohi                       | ---    | ---                                            | Rajastan (Índia)                            | Carn                                | [ 9 ]         |
| Somali                       |        | ---                                            | Somàlia, Djibouti i Nord-est de Kènia       | Llet, Carn, Pell                    |               |
| Surati                       | ---    | ---                                            | Maharashtra, Índia                          | ---                                 |               |
| Uzbeca Negra                 | ---    | ---                                            | Uzbekistan                                  | Fibra animal                        |               |
| Enana de l'Âfrica Occidental |        | ---                                            | Àfrica Occidental i Central                 | ---                                 |               |
| Blanca pèl-curt              | ---    | ---                                            | República Txeca                             | Llet                                |               |
| Xinjiang                     | ---    | ---                                            | Xinjiang, Xina                              | Fibra animal, Carn, Llet            | [ 12 ] [ 13 ] |
| Xuhai                        | ---    | ---                                            | Jiangsu, Xina                               | Carn                                |               |
| Muntanya del Iemen           | ---    | ---                                            | Iemen                                       | ---                                 |               |
| Zalawadi                     | ---    | Tara bakari                                    | Gujarat, Índia                              | Fibra animal, Carn, Llet            |               |
| Zhiwulin Negra               | ---    | ---                                            | Shaanxi, Xina                               | Fibra animal, Carn                  | [ 14 ] [ 13 ] |
| Zhongwei                     | ---    | ---                                            | Zhongwei, Xina                              | Fibra animal, Pell                  |               |